# The Voice of Afghanistan
La Voz de Afganistán es un reality afgano basado en la versión holandesa original del programa creado por John de Mol y que es parte de una franquicia internacional mucho más grande.
La serie emplea un panel de cuatro entrenadores que critican el canto de los concursantes y los escogen para que formen parte de sus equipos.Ellos entrenan y guían a su equipo de seleccionados durante toda la temporada, compitiendo entre sí para asegurar que la actuación de su equipo, o de uno de sus miembros, gane la competencia. Si lo logra, se convierte automáticamente en el entrenador ganador. El panel de la primera temporada estaba conformado por Aryanna Sayeed, Qais Ulfat, Nazir Khara, y Obaid Juenda; mientras que el panel de la segunda temporada estuvo conformado por Ulfast, Juenda, Khara, y Fereshta Samah.

## Proceso de selección y formato
Cada temporada empieza con las "Audiciones Ciegas," donde los entrenadores forman su equipo de artistas (12) a quienes guían y entrenan durante el resto de la temporada. Las silla de los entrenadores están de espalda hacia los artistas mientras escuchan su actuación; los que se interesan en el artista en cuestión, presionan un botón, el cual hace girar su silla iluminando un letrero en la misma que dice "quiero tu voz" Al final de la actuación, el artista se va con el entrenador que lo eligió, y si fue más de uno los que voltearon, debe escoger a quien elegirá de acuerdo a su interés.
En las "Rondas de Batalla," cada entrenador empareja a dos miembros de su equipo para cantar juntos, luego el entrenador escoge al ganador. Este pasa automáticamente a los show en vivo mientras el perdedor queda eliminado de la competencia..
En la parte final de los shows en vivo, los artistas actúan en shows semanales, donde el público, a través de sus votaciones, reduce el número de competidores eligiendo al final a un ganador. Los entrenadores tienen el poder de salvar a un artista en caso este no haya recibido la votación del público durante una semana. Durante la segunda temporada, estos artistas tenían la oportunidad de actuar una última vez en una ronda extra para ganar la posibilidad de que su entrenador los salve. Sin embargo, la decisión de mandar a un artista a la etapa final recae tanto en la audiencia como en los entrenadores. Cuando cada entrenador se queda con un solo miembro en su equipo, se da pase a la etapa final, donde los finalistas de cada equipo compiten entre ellos. El ganador sale elegido solo por votación del público. 
|}

## Presentadores y Jurado

### Presentadores
| Ahmad Popal |
| Omid Nezami |

### Backstage
| Ediciones     | Ediciones | Ediciones | Ediciones | Ediciones | Ediciones | Ediciones | Ediciones |
| Presentador   | 1         | 2         |           |           |           |           |           |
| ------------- | --------- | --------- | --------- | --------- | --------- | --------- | --------- |
| Khadija Sadat |           |           |           |           |           |           |           |

### Coaches / Entrenadores
| Temporada | Coaches / Entrenadores | Coaches / Entrenadores | Coaches / Entrenadores | Coaches / Entrenadores |
| --------- | ---------------------- | ---------------------- | ---------------------- | ---------------------- |
| 1         | Qais Ulfat             | Aryana Sayeed          | Nazir Khara            | Obaid Juenda           |
| 2         | Qais Ulfat             | Freshta Sama           | Nazir Khara            | Obaid Juenda           |

Galería de coaches
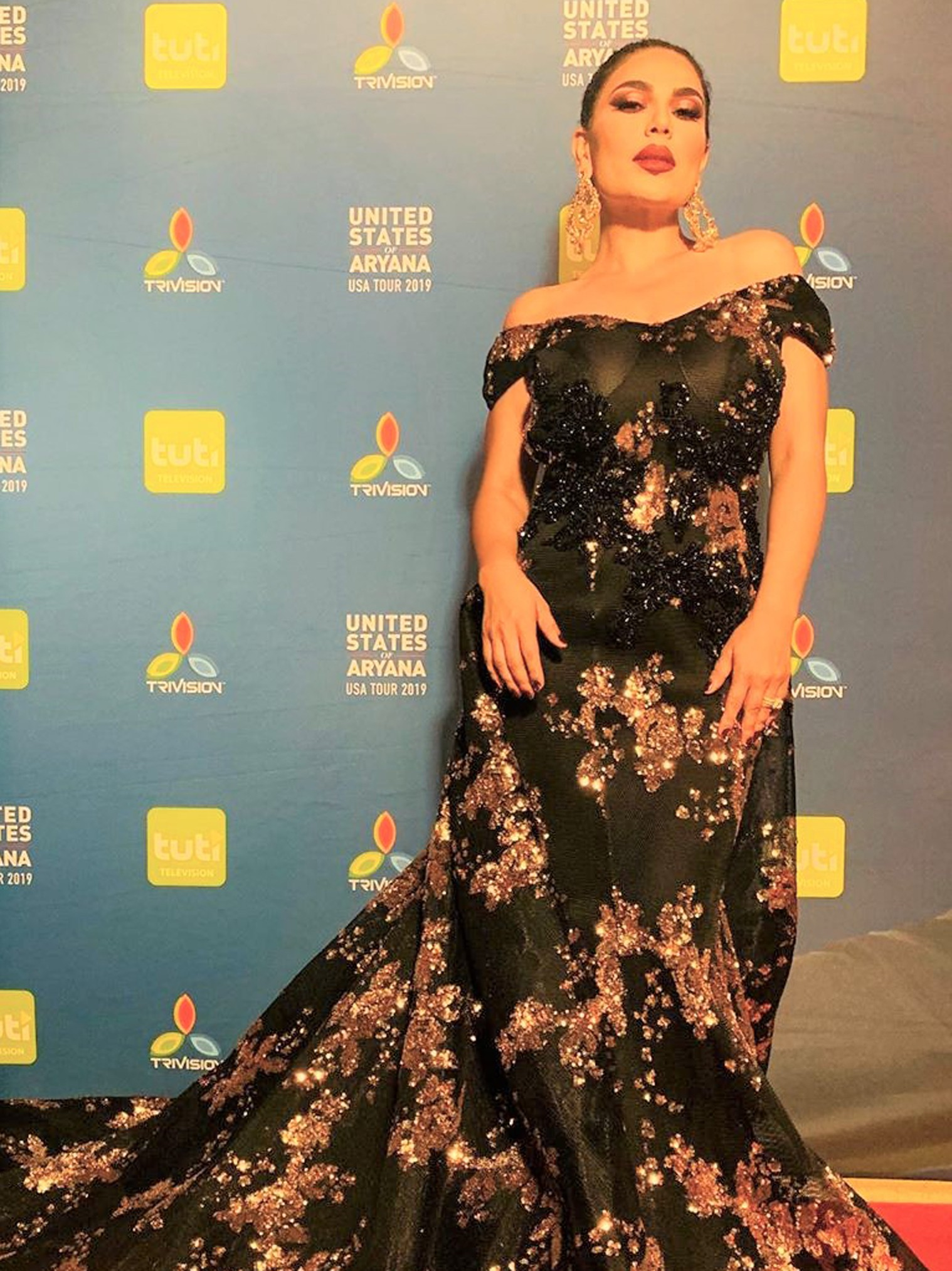
Aryana Sayeed (2013)
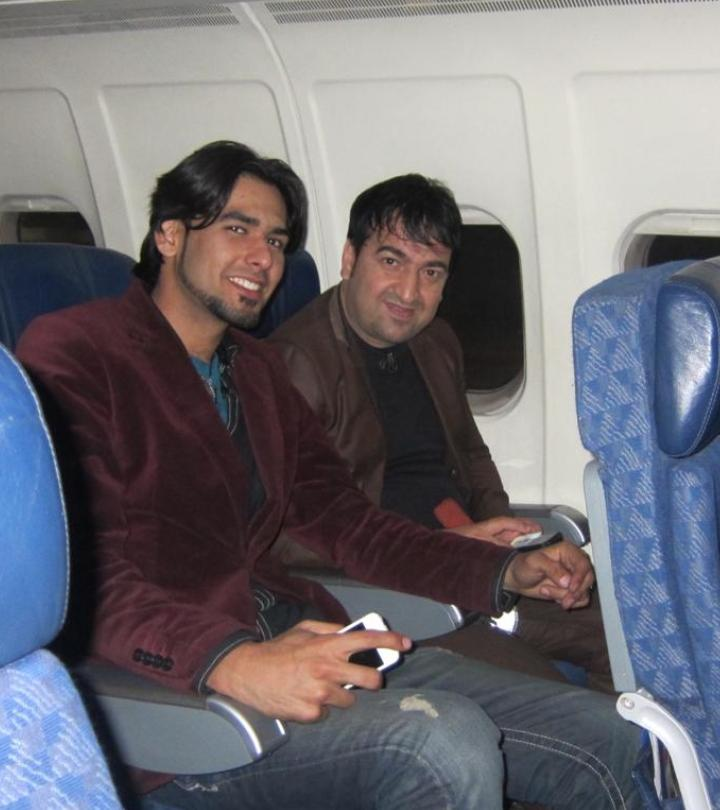
Nazir Khara (2013, 2014)

## Resumen
- Equipo Qais
- Equipo Aryana
- Equipo Nazir
- Equipo Obaid
- Equipo Fereshta

| Temporada | Estreno            | Final                 | Ganador             | Segundo Lugar     | Otros finalistas | Entrenador ganador | Presentador | Backstage     | Entrenadores | Entrenadores | Entrenadores | Entrenadores |
| Temporada | Estreno            | Final                 | Ganador             | Segundo Lugar     | Otros finalistas | Entrenador ganador | Presentador | Backstage     | 1            | 2            | 3            | 4            |
| --------- | ------------------ | --------------------- | ------------------- | ----------------- | ---------------- | ------------------ | ----------- | ------------- | ------------ | ------------ | ------------ | ------------ |
| 1         | 31 de mayo de 2013 | 6 de octubre de 2013  | Jawed Yosufi        | Sediqullah Farazi | Subhan Nedayi    | Nazir Khara        | Ahmad Popal | Khadija Sadat | Qais         | Aryana       | Nazir        | Obaid        |
| 1         | 31 de mayo de 2013 | 6 de octubre de 2013  | Jawed Yosufi        | Sediqullah Farazi | Zubair Sorood    | Nazir Khara        | Ahmad Popal | Khadija Sadat | Qais         | Aryana       | Nazir        | Obaid        |
| 2         | 30 de mayo de 2014 | 17 de octubre de 2014 | Najeebullah Shirzad | Bashir Ahmad      | Abdul Hai Amiri  | Qais Ulfat         | Omid Nezami | Freshta       |              |              |              |              |
| 2         | 30 de mayo de 2014 | 17 de octubre de 2014 | Najeebullah Shirzad | Bashir Ahmad      | Wahida Hakim     | Qais Ulfat         | Omid Nezami | Freshta       |              |              |              |              |

|-

## Temporadas

### Primera temporada: 2013
La primera temporada se estrenó en el 31 de mayo de 2013 y finalizó el 6 de octubre de 2013, siendo el ganador Jawed Yosufi del equipo Nazir.
| Clasificación | Artistas          | Canción               | Resultado     |
| ------------- | ----------------- | --------------------- | ------------- |
| 1             | Jawed Yosufi      | "Paimana Lab"         | Ganador       |
| 2             | Sediqullah Farazi | "Dokhtarak"           | Segundo lugar |
| 3             | Subhan Nedayi     | "Aseman Ba Ma Bejang" | Tercer lugar  |
| 4             | Zubair Sorood     | "Chashmane Mast"      | Cuarto Lugar  |

### Segunda temporada: 2018
La segunda temporada se transmitió desde el 30 de mayo hasta el 17 de octubre de 2014, siendo el ganador, Najeebullah Shirzad del team Qais.
| Clasificación | Artistas            | Canción | Resultado     |
| ------------- | ------------------- | ------- | ------------- |
| 1             | Najeebullah Shirzad |         | Ganador       |
| 2             | Bashir Ahmad        |         | Segundo Lugar |
| 3             | Abdul Hai Amiri     |         | Tercer Lugar  |
| 4             | Wahida Hakim        |         | Cuarto Lugar  |

## The Voice of Afghanistan en las redes sociales
- Sitio web oficial Archivado el 19 de septiembre de 2019 en Wayback Machine.
- Facebook
- Twitter
- Canal Oficial de Youtube